# Division (альбом 10 Years)
Division — четвёртый студийный альбом американской альтернативной группы 10 Years, релиз которого состоялся 13 мая 2008 года. Первым синглом с альбома стала песня «Beautiful». Пластинка разошлась более, чем 100 000 копий.

## Список композиций
| №                   | Название                         | Автор(ы)            | Длительность |
| ------------------- | -------------------------------- | ------------------- | ------------ |
| 1.                  | «Actions & Motives»              | 10 Years            | 3:23         |
| 2.                  | «Just Can't Win»                 | 10 Years            | 3:33         |
| 3.                  | «Beautiful»                      | 10 Years, Wyrick    | 3:15         |
| 4.                  | «11:00am (Daydreamer)»           | 10 Years            | 5:09         |
| 5.                  | «Dying Youth»                    | 10 Years            | 3:48         |
| 6.                  | «Russian Roulette»               | 10 Years            | 3:49         |
| 7.                  | «Focus»                          | Deleo, 10 Years     | 3:13         |
| 8.                  | «Drug of Choice»                 | 10 Years            | 3:38         |
| 9.                  | «Picture Perfect (In Your Eyes)» | 10 Years, Wyrick    | 6:20         |
| 10.                 | «All Your Lies»                  | 10 Years            | 3:46         |
| 11.                 | «So Long, Good-bye»              | 10 Years            | 3:43         |
| 12.                 | «Alabama»                        | 10 Years            | 3:54         |
| 13.                 | «Proud of You»                   | 10 Years            | 5:51         |
| Общая длительность: | Общая длительность:              | Общая длительность: | 53:22        |

| №                   | Название              | Автор(ы)            | Длительность |
| ------------------- | --------------------- | ------------------- | ------------ |
| 1.                  | «Scream at the Walls» | 10 Years            | 4:06         |
| 2.                  | «Cycle of Life»       | 10 Years            | 3:59         |
| Общая длительность: | Общая длительность:   | Общая длительность: | 8:05         |

| №                   | Название            | Автор(ы)            | Длительность |
| ------------------- | ------------------- | ------------------- | ------------ |
| 1.                  | «Patiently»         | 10 Years            | 3:34         |
| Общая длительность: | Общая длительность: | Общая длительность: | 3:34         |

## Дополнительная информация
- Вступительную часть песни «Just Can’t Win» (00:00 — 00:06) можно также услышать в треке «Russian Roulette» (00:55 — 01:01, строчка «It’s Russian Roulette with no luck»);
- Песня «11:00am (Daydreamer)» первоначально называлась «Eleven», а «Russian Roulette» — «Chemical Christ».

### Достижения альбома
| Год  | Чарт          | Максимальная позиция |
| ---- | ------------- | -------------------- |
| 2008 | Billboard 200 | #12                  |

### Приглашённые музыканты
- Joe Caolus — клавишные в песне «Proud Of You»;
- Alaina Alexander (участница «American Idol») — бэк-вокал в «Proud Of You»;
- Travis Wyrick — соавтор песен «Beautiful» и «Picture Perfect (In your Eyes)»;
- Dean DeLeo (участник Stone Temple Pilots) — соавтор «Focus».